# Sui Baoku
Sui Baoku (chinesisch 隋宝库, * 25. April 1986 in Jiamusi) ist ein ehemaliger chinesischer Shorttracker.

## Werdegang
Sui trat international erstmals in der Saison 2002/03 in Erscheinung. Dabei kam er in Salt Lake City auf den dritten Platz mit der Staffel sowie den auf den zweiten Rang über 3000 m und holte dort über 500 m seinen ersten Weltcupsieg. Zudem gewann er bei den Teamweltmeisterschaften 2003 in Sofia die Bronzemedaille. In der Saison 2003/04 siegte er in Jeonju mit der Staffel und errang in Bormio den zweiten Platz mit der Staffel. Beim Saisonhöhepunkt, den Weltmeisterschaften 2004 in Göteborg, gewann er die Silbermedaille mit der Staffel. Außerdem wurde er bei den Juniorenweltmeisterschaften 2004 in Peking Achter im Mehrkampf sowie Vierter mit der Staffel und bei den Teamweltmeisterschaften 2004 in Sankt Petersburg Vierter. Nach Platz drei mit der Staffel in Changchun zu Beginn der Saison 2004/05, lief er in Hartford sowie in Saguenay jeweils auf den zweiten Platz mit der Staffel und wurde zum Saisonende jeweils Siebter in der Weltcupwertung über 1000 m und im Mehrkampf-Weltcup sowie Sechster in der Weltcupwertung über 1500 m. Bei den Teamweltmeisterschaften 2005 in Chuncheon gewann er die Bronzemedaille und bei der Winter-Universiade 2005 in Innsbruck jeweils die Bronzemedaille über 500 m und 3000 m sowie die Silbermedaille mit der Staffel. Zudem belegte er bei den Weltmeisterschaften 2005 in Peking den 13. Platz im Mehrkampf und den vierten Rang mit der Staffel. In der Saison 2005/06 holte er bei den Teamweltmeisterschaften 2006 in Montreal die Bronzemedaille und bei den Weltmeisterschaften 2006 in Minneapolis die Silbermedaille mit der Staffel. Zudem errang er dort den achten Platz im Mehrkampf und erreichte im Weltcup dreimal den zweiten Platz mit der Staffel. Beim Saisonhöhepunkt, den Olympischen Winterspielen 2006 in Turin, wurde er Fünfter mit der Staffel.
In der folgenden Saison erreichte Sui mit zwei Top-Zehn-Platzierungen den vierten Platz in der Weltcupwertung über 1500 m und lief im Weltcup mit der Staffel je einmal auf den dritten sowie ersten Platz und zweimal auf den zweiten Platz. Bei den Winter-Asienspielen 2007 in Changchun gewann er die Bronzemedaille über 1000 m, die Silbermedaille über 3000 m und die Goldmedaille mit der Staffel. In der Saison 2007/08 kam er im Weltcup mit der Staffel zweimal auf den zweiten sowie einmal auf den dritten Platz und zum Saisonende auf den siebten Platz in der Weltcupwertung über 1000 m. Bei den Teamweltmeisterschaften 2008 in Harbin wurde er Vierter. In der folgenden Saison erreichte er mit vier Top-Zehn-Platzierungen den siebten Platz in der Weltcupwertung über 1500 m. Zudem siegte er in Dresden mit der Staffel und errang in Sofia den zweiten Platz mit der Staffel sowie in Peking und Nagano jeweils den dritten Platz mit der Staffel. In Nagano wurde er ebenfalls Dritter über 500 m und errang bei den Teamweltmeisterschaften 2009 in Heerenveen den vierten Platz. Beim Saisonhöhepunkt, den Weltmeisterschaften 2009 in Wien, wurde er erneut Achter im Mehrkampf und holte die Silbermedaille mit der Staffel. In der Saison 2009/10 kam er in Peking mit dem zweiten Platz sowie in Montreal mit dem dritten Rang mit der Staffel letztmals im Weltcup aufs Podest und absolvierte in Marquette seinen letzten Weltcup, welchen er auf dem siebten Platz über 1000 m beendete. Letztmals international startete er bei der Winter-Universiade 2011 in Erzurum. Dort gewann er die Silbermedaille über 1000 m und die Goldmedaille mit der Staffel.

## Erfolge

### Olympische Spiele
- 2006 Turin: 5. Platz Staffel

### Shorttrack-Weltmeisterschaften
- 2004 Göteborg: 2. Platz Staffel
- 2005 Peking: 4. Platz Staffel, 12. Platz 1000 m, 13. Platz Mehrkampf, 15. Platz 1500 m, 16. Platz 500 m
- 2006 Minneapolis: 2. Platz Staffel, 4. Platz 1500 m, 6. Platz 1000 m, 8. Platz Mehrkampf
- 2009 Wien: 2. Platz Staffel, 5. Platz 1500 m, 8. Platz Mehrkampf

### Team-Weltmeisterschaften
- 2003 Sofia: 3. Platz
- 2004 Sankt Petersburg: 4. Platz
- 2005 Chuncheon: 3. Platz
- 2006 Montreal: 3. Platz
- 2008 Harbin: 4. Platz
- 2009 Heerenveen: 4. Platz

### Weltcupsiege

#### Weltcupsiege im Einzel
| Nr. | Datum           | Ort            | Disziplin |
| --- | --------------- | -------------- | --------- |
| 1.  | 9. Februar 2003 | Salt Lake City | 1500 m    |

#### Weltcupsiege im Team
| Nr. | Datum             | Ort        |
| --- | ----------------- | ---------- |
| 1.  | 30. November 2003 | Jeonju 1   |
| 2.  | 11. Februar 2007  | Budapest 2 |
| 3.  | 15. Februar 2009  | Dresden 3  |

## Persönliche Bestleistungen
| Disziplin | Zeit         | Datum            | Ort            |
| --------- | ------------ | ---------------- | -------------- |
| 500 m     | 41,220 s     | 8. Februar 2009  | Sofia          |
| 1000 m    | 1:28,268 min | 21. Januar 2005  | Innsbruck      |
| 1500 m    | 2:13,899 min | 18. Oktober 2008 | Salt Lake City |
| 3000 m    | 4:40,513 min | 22. Januar 2005  | Innsbruck      |